# Рина Скай
Рина Скай (англ. Reena Sky, род. 16 октября 1983 года, Сан-Франциско, Калифорния, США) — американская порноактриса, лауреат премии AVN Awards.

## Биография
Родилась 16 октября 1983 года в Сан-Франциско (Калифорния). Мать — итальянка, отец — мексиканец. До карьеры в порно работала стриптизёршей, а затем ню и эротической моделью.
Дебютировала в порно в 2006 году, в возрасте 23 лет. Первая сцена — для Bang Bros.
Работала с такими студиями, как Kick Ass, Evil Angel, Brazzers, Pure Play Media, New Sensations, Red Light District, Vivid, Naughty America, Adam & Eve, Girlfriends Films, Hustler, Jules Jordan Video и Metro.
В декабре 2016 года стала девушкой месяца порносайта Girlsway.
Хотя Рина и более десяти лет в отрасли, только в 2017 году её заслуги получили первое признание отраслевых премий. В 2017 году она получила премию AVN в номинации «лучшая лесбийская сцена» совместно с Райли Рид за фильм Missing: A Lesbian Crime Story.
Снялась более чем в 300 фильмах.

## Избранная фильмография
- Big Booty Obsession 2,[10]
- Cum Stained Casting Couch 8,[11]
- Engagement Party,[12]
- Girls Tribbing Girls,[13]
- Jerk and Swallow,[14]
- Latin Mommas 2,[15]
- MILF Pact,[16]
- Need Gor Speed[17]
- Thick Azz A Brick 2[18].

## Премии и номинации
| Год  | Церемония         | Результат | Номинация                                          | Работа                         |
| ---- | ----------------- | --------- | -------------------------------------------------- | ------------------------------ |
| 2017 | AVN Awards        | Победа    | Лучшая лесбийская сцена                            | Missing: A Lesbian Crime Story |
| 2017 | AVN Awards        | Номинация | Приз зрительских симпатий: самая эпическая задница | н/д                            |
| 2017 | Spank Bank Awards | Номинация | Королева куннилингуса                              | н/д                            |
| 2017 | Spank Bank Awards | Номинация | Webcam / Skype Show Girl of the Year               | н/д                            |
| 2018 | AVN Awards        | Номинация | Лучшая групповая лесбийская сцена                  | Christmas Spirit               |